# Цирер, Франц Ксавер
Франц Ксавер Цирер (нем. Franz Xaver Zierer; 10 января 1796, Гмунден — 25 сентября 1882, Гмунден) — австрийский флейтист и музыкальный педагог.
Изучал в Венском университете философию и право. Некоторое время также учился игре на скрипке в Кремсмюнстере, но как флейтист так и остался самоучкой; Леонардо де Лоренцо отмечал также, что Цирер был левшой. В 1817 году поступил первой флейтой в оркестр Венской придворной оперы. В этом оркестре музыкант играл до 1835 года, с рядом отпусков, во время которых гастролировал как солист в различных городах Австрии и Италии. В 1835—1837 гг. играл в театральном оркестре в Мангейме, затем вернулся в Вену и стал солистом оркестра в Кернтнертортеатре. Наибольшей популярностью как исполнитель пользовался в 1830—1840-е гг., известны его совместные выступления с Ференцем Листом и Йозефом Мерком (1838). В 1842 году вошёл в первый состав Венского филармонического оркестра, участником которого оставался до конца 1862 года. В 1851—1869 гг. профессор флейты в Венской консерватории, среди его учеников Карл Миллёкер (посвятивший учителю Фантазию для флейты и фортепиано), Адольф Тершак, Рудольф Вагнер. После 1872 года жил в отставке в Гмундене.
Автор отдельных произведений для своего инструмента.